# Brozolo
Brozolo est une commune italienne de la ville métropolitaine de Turin, dans la région Piémont.

## Administration
| Période                                  | Période  | Identité           | Étiquette    | Qualité |
| ---------------------------------------- | -------- | ------------------ | ------------ | ------- |
| 14 juin 2004                             | En cours | Sergio Bongiovanni | lista civica |         |
| Les données manquantes sont à compléter. |          |                    |              |         |

### Hameaux
Grisoglio, Piai, Fabbrica, Stazione, Pirenta, Fabbrichetta, Braia, Piazzone, Vignali, Casaretto, Peile, Vallà

### Communes limitrophes
Verrua Savoia, Brusasco, Moransengo, Robella, Cocconato